# International Aerospace Quality Group
International Aerospace Quality Group (IAQG), comúnmente llamado en castellano Grupo Internacional de Calidad Aeroespacial es una organización sin ánimo de lucro que engloba diferentes compañías, las cuales trabajan de forma cooperativa para proveer productos y servicios de aviación, espacio y defensa. Esta se encuentra ubicada en Bruselas, siguiendo las normas y leyes de este lugar.
El IAQG se sustenta mediante tres entidades:
- La Sociedad de Ingenieros Automotrices (SAE, Society of Automotive Engineers)
- ASD - Aerospace and Defense Industries Association of Europe
- SJAC - Society of Japanese Aerospace Companies

Y está dividida en tres áreas geográficas:
- América (AAQG) - América del Norte, Central y del Sur
- Europa (EAQG) - Europa, Oriente Medio, Rusia y África
- Asia-Pacífico (APAQG) - Asia y Oceanía

El IAQG fue creada en el 1998 por entidades de la industria aeroespacial. Este estableció una plataforma internacional con el propósito de implementar iniciativas que provocasen mejoras significativas en la calidad y menores costes en las cadenas de suministros en la industria aeroespacial y de defensa.

## Certificación aeroespacial
El IAQG ha desarrollado e implementado un conjunto global de estándares con unos requisitos comunes para la Industria Aeroespacial y de Defensa (Serie 9100, basada en la ISO 9001), y una serie de directrices y guías que mejoren y aumenten la integridad de los productos en dicha industria. Un sistema único de inspecciones y auditorías cooperativas fue establecido a través de un esquema llamado Industry Controlled Other Party (ICOP), el cual requiere aprobaciones de diferentes entidades diferentes.
A día de hoy existen más de 20 000 proveedores aeronáuticos alrededor de todo el mundo que han sido certificados según la norma 9100 a través del sistema ICOP.